# Ciortești
Ciortești è un comune della Romania di 4 227 abitanti, ubicato nel distretto di Iași, nella regione storica della Moldavia.
Il comune è formato dall'unione di 5 villaggi: Ciortești, Coropceni, Deleni, Rotăria, Șerbești.